# Iseltwald
Iseltwald är en ort och kommun vid Brienzsjön i distriktet Interlaken-Oberhasli i kantonen Bern, Schweiz. Kommunen har 401 invånare (2023).